# Christine Taylor
Christine Joan Taylor (Allentown, 30 luglio 1971) è un'attrice statunitense.

## Biografia
Taylor è nata ad Allentown, in Pennsylvania, ed è figlia di Joan, casalinga, e Skip Taylor, proprietario di una compagnia assicuratrice. È cresciuta a Wescosville e ha un fratello di nome Brian. Ha iniziato a recitare nel 1989, a soli diciotto anni, nella serie Hey Dude, trasmessa da Nickelodeon, interpretando la bagnina Melody Hanson. Ha continuato in questo ruolo fino al 1991, mentre è stata ospite in diversi programmi.
Nel 1996 ha condotto lo show televisivo Party Girl, basato su un film omonimo dell'anno precedente; inoltre lo stesso anno ha partecipato al film Campfire Tales - Racconti del terrore. Successivamente si contano varie apparizioni in Curb Your Enthusiasm, Friends e Seinfeld. Ha interpretato anche la cugina di Drew Barrymore nella commedia Prima o poi me lo sposo, film del 1998, e può vantare anche una presenza nello show Ellen. Nel 1995 ha fatto parte del cast di The Brady Bunch Movie e di A Very Brady Sequel.
Nel 1997 si fidanza con Neil Patrick Harris e si lasceranno nel 1998. 
Il 13 maggio 2000 ha sposato Ben Stiller, conosciuto nello show Heat Vision and Jack.
Taylor è apparsa, sullo schermo, in tre ruoli contrastanti a quelli di suo marito: durante Zoolander (2001), Palle al balzo - Dodgeball (2004) e Tropic Thunder (2008). Il 10 aprile 2002 è nata la loro prima figlia, chiamata Ella Olivia. Il secondo figlio è arrivato il 10 luglio 2005 ed è stato chiamato Quinlin Dempsey.
Il 9 febbraio 2006 Taylor ha partecipato ad una puntata di My Name Is Earl. A luglio dello stesso anno Ben Stiller ha annunciato che avrebbe realizzato uno show incentrato su sua moglie, che sarebbe andato in onda sulla CBS, e in cui lo stesso sarebbe apparso in diversi cameo, durante le registrazioni.
Nel 2017 dopo 17 anni di matrimonio si separa da Stiller. Nel 2021 la coppia si è riconciliata.

## Filmografia parziale

### Cinema
- La troviamo a Beverly Hills (Calendar Girl), regia di John Whitesell (1993)
- Showdown, regia di Robert Radler (1993)
- Night of the Demons 2, regia di Brian Trenchard-Smith (1994)
- La famiglia Brady (The Brady Bunch), regia di Betty Thomas (1995)
- Party Girl, regia di Daisy von Scherler Mayer (1995)
- Giovani streghe (The Craft), regia di Andrew Fleming (1996)
- Campfire Tales - Racconti del terrore (Campfire Tales), regia di Matt Cooper, Martin Kunert e David Semel (1996)
- Il ritorno della famiglia Brady (A Very Brady Sequel), regia di Arlene Sanford (1996)
- Prima o poi me lo sposo (The Wedding Singer), regia di Frank Coraci (1998)
- Overnight Delivery, regia di Jason Bloom (1998)
- Kiss Toledo Goodbye, regia di Lydon Chubbuck (1999)
- Zoolander, regia di Ben Stiller (2001)
- Palle al balzo - Dodgeball (Dodgeball: A True Underdog Story), regia di Rawson Marshall Thurber (2004)
- Room 6, regia di Michael Hurst (2006)
- Licenza di matrimonio (License to Wed), regia di Ken Kwapis (2007)
- Dedication, regia di Justin Theroux (2007)
- Kabluey, regia di Scott Prendergast (2008)
- Tropic Thunder, regia di Ben Stiller (2008)
- L'ultimo Babbo Natale, regia di Kevin Connor (2010)
- The First Time, regia di Jon Kasdan (2012)
- Zoolander 2, regia di Ben Stiller (2016)

### Televisione
- Dallas - serie TV, 1 episodio (1991)
- Hey Dude - serie TV, 93 episodi (1989-1991)
- Life Goes On - serie TV, 1 episodio (1991)
- Bayside School - serie TV, 1 episodio (1991)
- Blossom - Le avventure di una Teenager (Blossom) - serie TV, 1 episodio (1992)
- Caroline in the City - serie TV, 1 episodio (1995)
- Party Girl - serie TV, 4 episodi (1996)
- Rewind - serie TV, 1 episodio (1997)
- Friends - serie TV, 3 episodi  (1997)
- Seinfeld - serie TV, 1 episodio 8x14 (1997)
- Spin City - serie TV, 1 episodio (2000)
- Arrested Development - Ti presento i miei (Arrested Development) - serie TV, 6 episodi (2005-2013)
- My Name Is Earl - serie TV, 1 episodio (2006)
- Hannah Montana - serie TV, 2 episodi (2010)
- Burning Love - serie TV, 4 episodio (2012-2013)
- Insatiable - serie TV, 2 episodi (2018)

### Doppiatrice
- American Dad! - serie TV, 1 episodio (2006)
- Phineas e Ferb - serie TV, 1 episodio (2010)

## Doppiatrici italiane
Nelle versioni in italiano delle opere in cui ha recitato, Christine Taylor è stata doppiata da:
- Georgia Lepore in Friends, Palle al balzo - Dodgeball
- Barbara De Bortoli in Campfire Tales - Racconti del terrore
- Stella Musy in Zoolander, Zoolander 2
- Laura Lenghi in Prima o poi me lo sposo
- Alessandra Cassioli in Licenza di matrimonio
- Ilaria Latini in Hannah Montana
- Emanuela Baroni in Insatiable